# Lövvedsnål
Lövvedsnål (Chaenotheca xyloxena) är en lavart som beskrevs av Nádv. Lövvedsnål ingår i släktet Chaenotheca och familjen Coniocybaceae.  Arten är reproducerande i Sverige. Inga underarter finns listade i Catalogue of Life.